# الممالك الأمازيغية
الممالك الأمازيغية هي تلك الممالك والدول التي أسسها وحكمها الأمازيغ بشمال إفريقيا منذ العصور الكلاسيكية القديمة إلى العصر الحديث وحكمه ملوك عد منهوم الملك ماسينيسا 
وهي الان قبيلة واحدة مستقرة

## الممالك الأمازيغية
- مملكة موريطنية
- مملكة ماسيسيليا
- مملكة نوميديا: تأسست سنة 202 ق.م على يد الملك ماسينيسا.
- مملكة وليلي: مملكة أمازيغية نشأت بالمغرب عاصمتها و هي مدينة وليلي، وتاريخ تأسيسها غير معروف إلا أنه ورد أن هذه المملكة (وليلي) قد قادت عمليات حربية ضد جيرانها من جهة الشرق، ونقلت قسراً أتباع الملك الأمازيغي ماسونا من ألطافا إلى وليلي، وقد كانت مملكة وليلي وراء المقاومة الشرسة التي لقيها المسلمون غرب وادي ملوية، ويعتبر كسيلة الذي ينحدر من مدينة وليلي آخر حكام هذه المملكة.[1]
- المملكة المورية الرومانية: مملكة أمازيغية مسيحية تأسست عام 429م وسقطت عام 578م عهد الملك الأمازيغي غارمول، عاصمتها هي مدينة ألطافا، وشملت بعض أجزاء الجزائر والمغرب.
- مملكة الونشريس: مملكة أمازيغية تأسست عام 430م من طرف قبائل الحضنة الونشريسية، كانت عاصمتها مدينة تيمغارتا والتي تسمى حالياً بتيارت في الجزائر.[2]
- مملكة الأوراس: مملكة أمازيغية كانت تقع بشكل رئيسي في الأوراس بالجزائر، أسسها الملك الأمازيغي ماستييس الذي نصب نفسه إمبراطوراً عام 484م، وسقطت عام 712م عند وفاة أخر ملوكها الملكة ديهيا.
- مملكة كابسوس: مملكة أمازيغية كانت تقع فوق أراضي ولاية قابس في تونس، وتأسست خلال القرن 5م.
- مملكة ألطافا: مملكة أمازيغية تأسست عام 578م وسقطت عام 708م، وكانت عاصمتها هي مدينة ألطافا في شمال الجزائر.
- مملكة كاباون: مملكة أمازيغية تأسست عام 578م بعد انهيار المملكة المورية الرومانية وسقطت عام 708م، وكانت تقع في أقصى شمال غرب ليبيا.
- مملكة دورسال: مملكة أمازيغية تأسست عام 578م بعد انهيار المملكة المورية الرومانية وسقطت عام 708م، وكانت تقع في في شمال تونس.
- مملكة النمامشة: مملكة أمازيغية تأسست خلال القرن 6م، وتتمحور حول مناطق انتشار قبائل النمامشة في شمال شرق الجزائر.
- مملكة الحضنة: مملكة أمازيغية كانت تقع فوق أراضي منطقة الحضنة في الجزائر، وتأسست خلال القرن 6م.
- إمارة نكور: إمارة أمازيغية تأسست عام 710م في الريف بالمغرب وسقطت عام 1019م، وكانت عاصمتها مدينة تمسمان ونكور.
- الدولة البورغواطية
- إمارة بني واسول أو بني مدرار: إمارة أمازيغية تأسست سنة 740م وسقطت سنة 965م وكانت عاصمتها مدينة سجلماسة.[3]
- دولة الرستميون
- إمارة بنو عصام
- مملكة أكسنتلا: مملكة أمازيغية هوارية[4]، عاصمتها هي مدينة أكسنتلا في جنوبي إفريقية[5]، قال عنها أبو الحسن المهلبي:[4][5][6]

| الممالك الأمازيغية | أكسنتلا مدينة عظيمة جليلة، وهي مملكة لرجل من هوارة من البربر يقال له سهل بن الفهري، مسلم وله سلطان عظيم على أمم من البربر في بلاد لا تحصى كثرة، وتطيعه أحسن طاعة. | الممالك الأمازيغية |

- مملكة أودغست
- دولة الزيريون
- الدولة المغراوية
- الدولة اليفرنية
- دولة بنو خزر
- طائفة أركش
- طائفة مورور
- طائفة قرمونة
- طائفة غرناطة
- طائفة بطليوس
- طائفة طليطلة
- طائفة ألبونت
- طائفة رندة
- إمارة بنو خراسان
- الدولة الحمادية
- دولة بنو منديل
- الدولة المرابطية
- دولة بنو غانية
- الدولة الموحدية
- الدولة الحفصية
- الدولة المرينية
- الدولة الوطاسية
- سلطنة أغاديس
- سلطنة بني عباس
- مملكة تلمسان
- إمارة كوكو
- إمارة إيليغ